# 길례르미 나시멘투 지 카스트루
길례르미 나시멘투 지 카스트루(포르투갈어: Guilherme Nascimento de Castro, 1995년 2월 17일~)는 브라질의 축구 선수이다.

## 참고 문헌
- “길례르미 나시멘투 지 카스트루”. 《트랜스퍼마켓》.
- “길례르미 나시멘투 지 카스트루”. 《경남 FC》. 경남도민프로축구단.